# 아르츠비크
아르츠비크 하루튜냔(아르메니아어: Արծվիկ Հարությունյան, 1984년 10월 21일 ~ )는 아르메니아의 싱어송라이터이다. 유로비전 송 콘테스트 2017에서 아르메니아 대표로 참가했다.

## 같이 보기
- 아르메니아의 유로비전 송 콘테스트 참가
- 유로비전 송 콘테스트 2017